# Penna Sant’Andrea
Penna Sant’Andrea – miejscowość i gmina we Włoszech, w regionie Abruzja, w prowincji Teramo.
Według danych na rok 2004 gminę zamieszkuje 1756 osób, 159,6 os./km².